# Henrik Munktell (1841–1906)
Henrik Munktell, född 20 augusti 1841 i Stora Kopparbergs församling, död där 21 februari 1906 , var en svensk företagsledare.
Henrik Muncktell var son till bruksägaren Henrik Munktell och Augusta Munktell och dotterson till bergsmannen och kemisten Hans Peter Eggertz. Efter läroverksstudier i Falun var Munktell student vid Uppsala universitet mellan 1860 och 1867. År 1864 köpte han en andel i Harmsarvs gruva. Från 1869 förestod han gruvorna och tillverkningen intill 1872. Då anställdes Henrik Munkell som hyttingenjör vid Falu kopparverk. 1875 reste han till England och Skottland för att studera kopparhanteringen där. Då guldförekomster i gruvmalmen 1884 konstaterades försökte Munkell att utvinna även guld ur den på ädelmetallen fattiga kopparmalmen. Den efter honom uppkallade Munktellska guldextraktionsmetoden användes vid Falu kopparverk från 1885 till 1905. Under den tiden lyckades man få fram 1 674 kg guld till ett dåtida värde av ca 4 miljoner kronor. 
Munktell lämnade Falu kopparverk för att ta över ledningen av Grycksbo pappersbruk. 18 november 1887 bildades familjeföretaget J H Munktells pappersfabriks ab. Papperstillverkningen vid Grycksbo utgjorde vid Munkells tillträde 200 ton. Vid hans död var den 20 gånger så stor.